# Nicolaus atrogilvus
Nicolaus atrogilvus är en insektsart som beskrevs av Stiller 1998. Nicolaus atrogilvus ingår i släktet Nicolaus och familjen dvärgstritar. Inga underarter finns listade i Catalogue of Life.